# Zapdos
Zapdos (サンダー?, Sandā) è un Pokémon base della prima generazione di tipo Elettro/Volante. Il suo numero identificativo Pokédex è 145.
Ideato dal team di designer della Game Freak, Zapdos fa la sua prima apparizione nel 1996 nei videogiochi Pokémon Rosso e Blu e compare inoltre nella maggior parte dei titoli successivi, in videogiochi spin-off, nella serie televisiva anime, nel Pokémon Trading Card Game e nel merchandising derivato dalla serie.
Insieme a Articuno e Moltres è uno dei tre Pokémon leggendari di tipo Volante appartenenti alla prima generazione. I tre Pokémon hanno un ruolo centrale nel lungometraggio Pokémon 2 - La Forza di Uno e nel manga Pokémon - La grande avventura.
Zapdos è uno dei Pokémon utilizzati da Valerio e da Baldo.
Zapdos condivide la sua specie con i Pokémon Elekid ed Electabuzz. Dalla quinta generazione condivide i suoi due tipi con i Pokémon Emolga, Thundurus e Rotom Vortice.

## Descrizione
Zapdos forma un trio di Pokémon leggendari insieme ad Articuno e Moltres. È basato sul mito nativo americano dell'uccello del tuono. Secondo il Pokédex, l'enciclopedia fittizia presente all'interno dei videogiochi, la forma principale di Zapdos vive all'interno di nubi temporalesche e per questo le sue apparizioni sono sempre accompagnate da violente tempeste, fulmini e tuoni. Poiché controlla i lampi e l'elettricità, il suo corpo emette crepitii e bagliori mentre è in volo.
Nella sua forma di Galar ha un temperamento bellicoso. Vanta zampe possenti in grado di sferrare potenti calci e si dice che sfrecci fra le montagne a 300 km/h. La sua abilità nel volo è però mediocre.

## Apparizioni

### Videogiochi
Nei videogiochi Pokémon Rosso e Blu, Pokémon Giallo e Pokémon Rosso Fuoco e Verde Foglia un esemplare di Zapdos è presente all'interno della Centrale elettrica. In Pokémon Oro HeartGold e Argento SoulSilver sarà disponibile lungo il Percorso 10, una volta conquistate 16 medaglie.
In Pokémon Platino è possibile catturare Zapdos all'interno della regione di Sinnoh dopo aver parlato con il Professor Oak ad Evopoli.
Nei videogiochi Pokémon X e Y Zapdos è presente nella regione di Kalos. È possibile incontrare il Pokémon leggendario all'interno dell'Antro Talassico se il Pokémon iniziale del protagonista è Fennekin. In questi titoli può partecipare alle Lotte Aeree.
Zapdos è presente in Pokémon Mystery Dungeon: Squadra rossa e Squadra blu, sia come Pokémon utilizzabile, sia nei panni di rivale. È possibile reclutarlo solo dopo averlo sconfitto nel Monte Tuono. È anche disponibile in Pokémon Mystery Dungeon: Esploratori del tempo ed Esploratori dell'oscurità presso le Pianure Saetta disponendo di Lastraenigma o di Pezzoenigma.
Il Pokémon leggendario appare inoltre in Super Smash Bros. Melee, all'interno di una Poké Ball e come trofeo. Un'altra apparizione degna di nota è quella di Pokémon Snap.
Nella versione Smeraldo Zapdos è utilizzato dall'Asso Baldo durante lo scontro per il Simbolo Audacia.

### Anime
Zapdos appare per la prima volta nel corso dell'episodio Il cristallo magico (As Clear As Crystal). Il Pokémon leggendario è inoltre uno dei protagonisti del lungometraggio Pokémon 2 - La Forza di Uno.
In Dottor Brock! (Doc Brock!) il Team Rocket tenta invano di catturare un esemplare di Zapdos nella regione di Sinnoh.
In Pokémon: Le origini l'allenatore Rosso cattura il Pokémon leggendario Zapdos.

### Manga
Nel manga Pokémon - La grande avventura Zapdos viene catturato dal Team Rocket e affidato a Lt. Surge. Grazie a un esperimento dell'organizzazione viene fuso insieme ad Articuno e Moltres, ma gli attacchi combinati di Rosso, Blu e Verde sciolgono l'unione. In seguito il Pokémon viene catturato da Verde.